# Persea
Persea es un género de alrededor de 100 especies aceptadas, de las casi 400 descritas, de árboles perennifolios de la familia Lauraceae. El miembro más conocido es el aguacate o palto (Persea americana), muy cultivado en regiones subtropicales por sus frutos comestibles.

## Descripción
Son arbustos y árboles medianos de unos 15-30 m de altura en la madurez. Las hojas, perennes, son  simples, lanceoladas a lanceoladas anchas, pubescentes en la juventud, con nervios prominentes en el envés, variando entre especies entre 5-30 cm de longitud, y 2-12 cm de ancho, de disposición espiral o alterna en los tallos. Las flores, pedunculadas, se organizan en cimas compuestas axilares; son bisexuales, con  6 tépalos pubescentes verde amarillentos de 3-6 mm de longitud, casi iguales o con los 3 exteriores más pequeños, generalmente persistentes en el fruto, 9 estambres en 3 filas concéntricas y un ovario globoso con estilo estrecho, pubescente y de estigma discoidal. El fruto es una drupa globular, ovalada o aperada, con pericarpo de color verde oscuro hasta casi negro, más o menos tuberculado y con un mesocarpo carnoso y una única semilla sin endospermo, rodeada por un tegumento papiráceo a menudo íntimamente adherido al mesocarpo. Tiene un tamaño muy variable según las especies, desde 1-1,5 cm en P. borbonia y en P. indica, hasta más de 10-20 cm en P. americana.

## Distribución y hábitat
Las especies de Persea tienen una distribución heterogénea, con cerca de 70 especies en el Neotrópico, desde Brasil hasta Chile en Sudamérica, pasando por Centroamérica y México, las Indias Occidentales, y el sureste de Estados Unidos. Una sola especie, Persea indica, es endémica de las islas de Macaronesia, incluyendo Madeira y las Islas Canarias. Además, existen 80 especies en el este asiático y el sudeste asiático.
La mayoría de las especies no toleran fríos severos, aunque Persea borbonia, Persea ichangensis y Persea lingue pueden sobrevivir a temperaturas por debajo de los -12 °C. También requieren suelos constantemente húmedos y no toleran la sequía.

## Ecología
Las especies de Persea son el alimento de las larvas de algunas especies de Lepidopteras, incluyendo Coleophora octagonella (que come exclusivamente de P. carolinensis) y Hypercompe indecisa.

## Clasificación

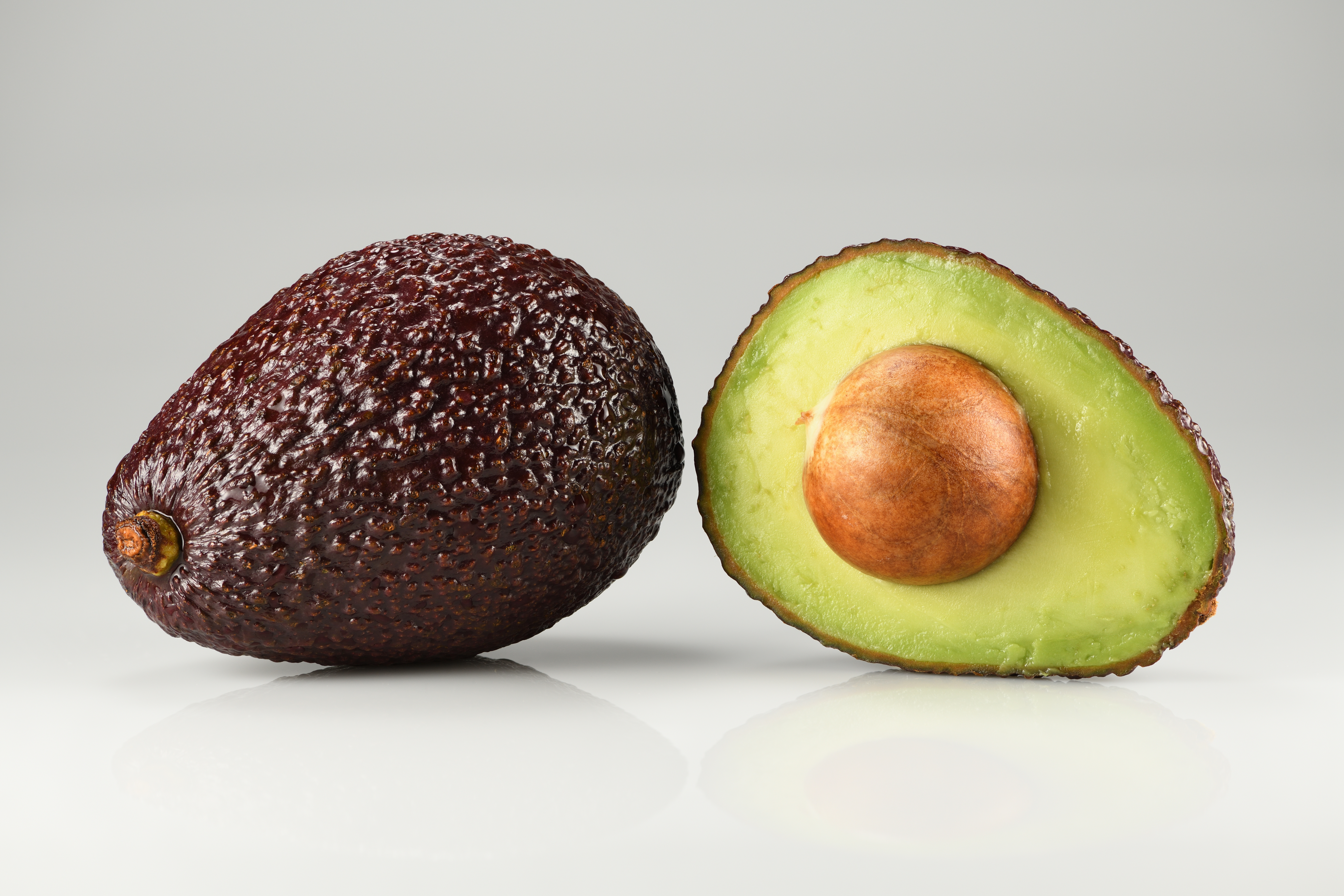
Hass, Persea americana.

El género Persea se divide en tres subgéneros. Uno de ellos, de origen asiático, es el subgénero Machilus, que muchos autores —incluyendo los editores de Flora of China— tratan como un género separado: Machilus. La incompatibilidad de injerto entre los subgéneros Persea y Eriodaphne sugiere que podrían pertenecer a géneros distintos. De hecho, Kostermans propuso en 1993 la creación del género Mutisiopersea para separar estos grupos. Además, el género Beilschmiedia, estrechamente relacionado, a veces ha sido incluido dentro de Persea por algunos taxónomos.
Subgénero Persea - Centroamérica. dos especies.
- Persea americana Mill. - Aguacate
  - Persea americana var. drymifolia ( Schltdl. & Cham.) S.F.Blake
  - Persea americana var. floccosa
  - Persea americana var. guatemalensis
  - Persea americana var. nubigena
  - Persea americana var. steyermarkii

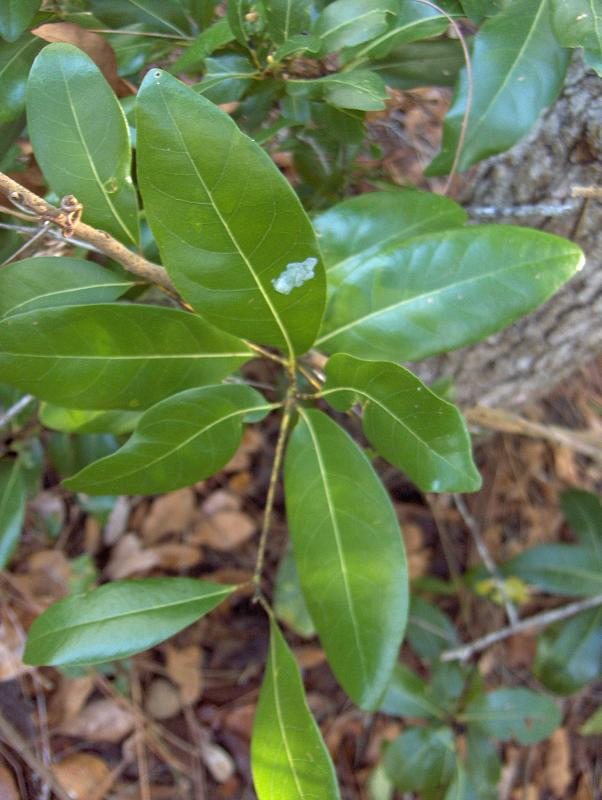
Persea borbonia.

- Persea schiedeana - Coyo

Subgénero Eriodaphne (Mutisiopersea) - América, Macaronesia, unas 70 especies.
- Persea alpigena Spreng.
- Persea borbonia Spreng., denominada en Cuba y Puerto Rico aguacatillo[4]

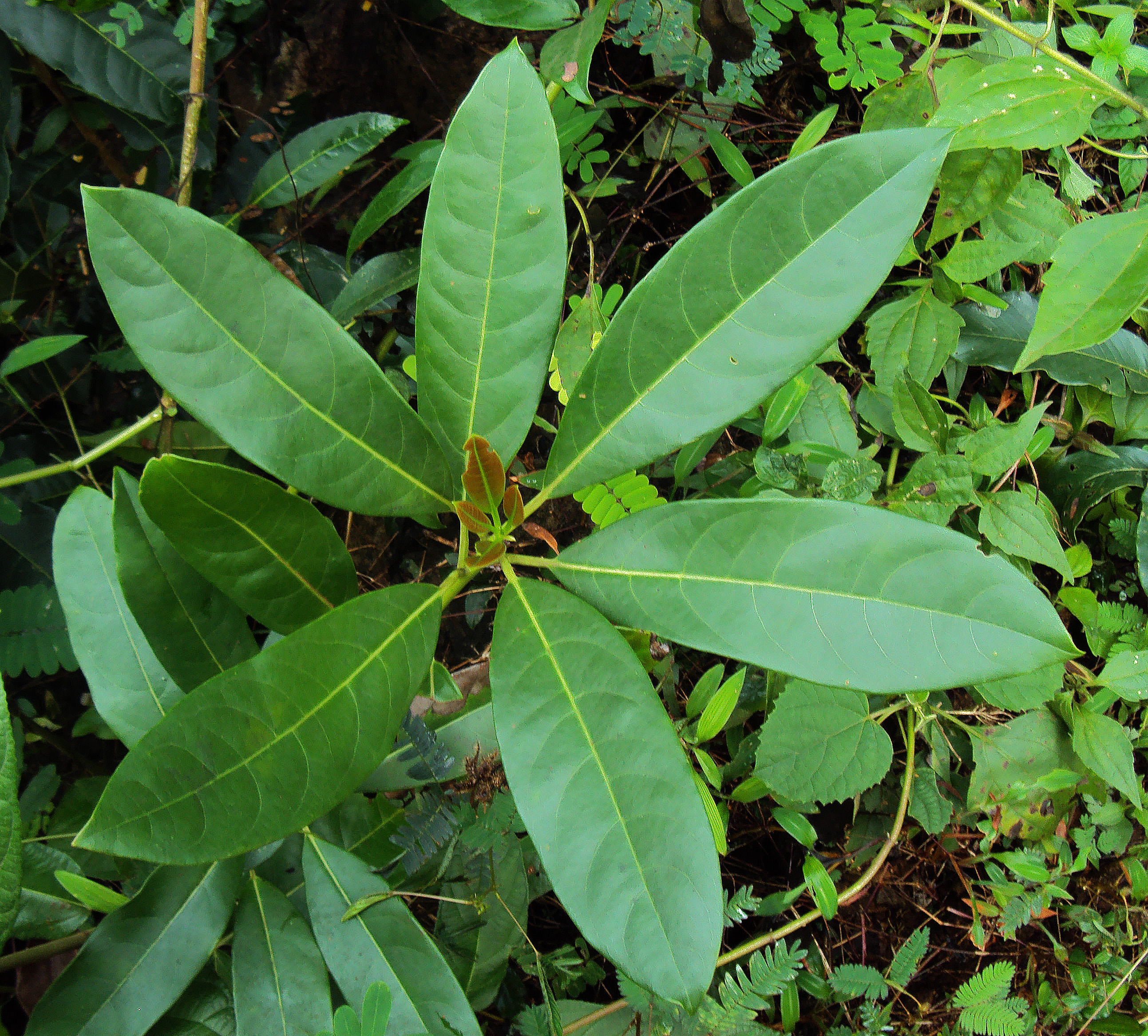
Hojas de Persea macrantha.

- Persea caerulea (Ruiz & Pav.) Mez
- Persea cinerascens Blake
- Persea donnell-smithii Mez
- Persea indica
- Persea lingue
- Persea longipes
- Persea palustris
- Persea perglauca
- Persea ruizii
- Persea sessilis
- Persea skutchii

Subgenus Machilus - Asia, unas 80 especies
- Persea edulis
- Persea ichangensis
- Persea japonica
- Persea macrantha
- Persea nanmu
- Persea thunbergii
- Persea yunnanensis

## Etimología
El nombre Persea fue atribuido por el botánico Philip Miller, quien lo derivó del griego antiguo Περσέα (Persea). Según Teofrasto e Hipócrates, este nombre se refería a un árbol egipcio de identificación incierta, posiblemente Cordia myxa o alguna especie del género Mimusops.